# Gadifer de La Salle
Gadifer de La Salle (Poitou, 1355 circa – Bigorre, 1422 circa) è stato un militare francese che, insieme a Jean de Béthencourt, condusse la prima spedizione per conquistare le Isole Canarie nel 1402.

## Biografia
Si conosce poco dei primi anni di vita di Gadifer: si pensa fosse il figlio di un piccolo nobile, Ferrand de La Salle, e che, secondo lo studioso canario Alejandro Cioranescu, dovette nascere intorno al 1355.
La prima menzione storica di Gadifer de La Salle è stata durante la Guerra dei vent'anni nella quale, nel 1372, guida delle truppe contro l'esercito di re Carlo V di Francia, per poi, nello stesso anno, entrare a far parte dell'esercito di Filippo II di Borgogna.
Finita la conquista di Poitou da parte delle forze francesi, Gadifer passò a servire come Capitano dell'esercito del Duca di Berry, nuovo governatore della provincia, conquistando la fortezza dei Lusignano nel 1374.
Negli anni seguenti continuerà la sua attività di soldato e mercenario per tutta Europa: nel 1378 prese parte con l'Ordine teutonico nella Terza crociata mentre nel 1390 prese parte in una spedizione crociata al largo delle coste della Tunisia.

### Spedizione alle Canarie
Nel 1402 prende parte alla spedizione della conquista e dell'evangelizzazione delle Isole Canarie da parte del Regno di Castiglia. Insieme a Jean de Béthencourt cominciò la conquista dell'isola di Lanzarote, prima isola su cui venne a contatto con i nativi, per poi continuare verso Fuerteventura e El Hierro, non riuscendo a conquistare le altre isole.
Gadifer ritornerà posteriormente nel Regno di Castiglia per reclamare la sua autorità sulla conquista davanti a Enrico III, cosa che non successe.

## Opere letterarie
La storia della conquista delle isole da parte di Gadifer de La Salle fu raccontata nella cronaca di viaggio Le Canarien, nel testo scritto conosciuto come codice Egerton 2709.